# Sablons sur Huisne
Sablons sur Huisne is een gemeente in het Franse departement Orne (regio Normandië). De plaats maakt deel uit van het arrondissement Mortagne-au-Perche. Sablons sur Huisne is op 1 januari 2016 ontstaan door de fusie van de gemeenten Condeau, Condé-sur-Huisne en Coulonges-les-Sablons. De gemeente telde 1.983 inwoners op 1 januari 2022.

## Geografie
De oppervlakte van Sablons sur Huisne bedroeg op 1 januari 2022 52,36 vierkante kilometer; de bevolkingsdichtheid was toen 37,9 inwoners per km².

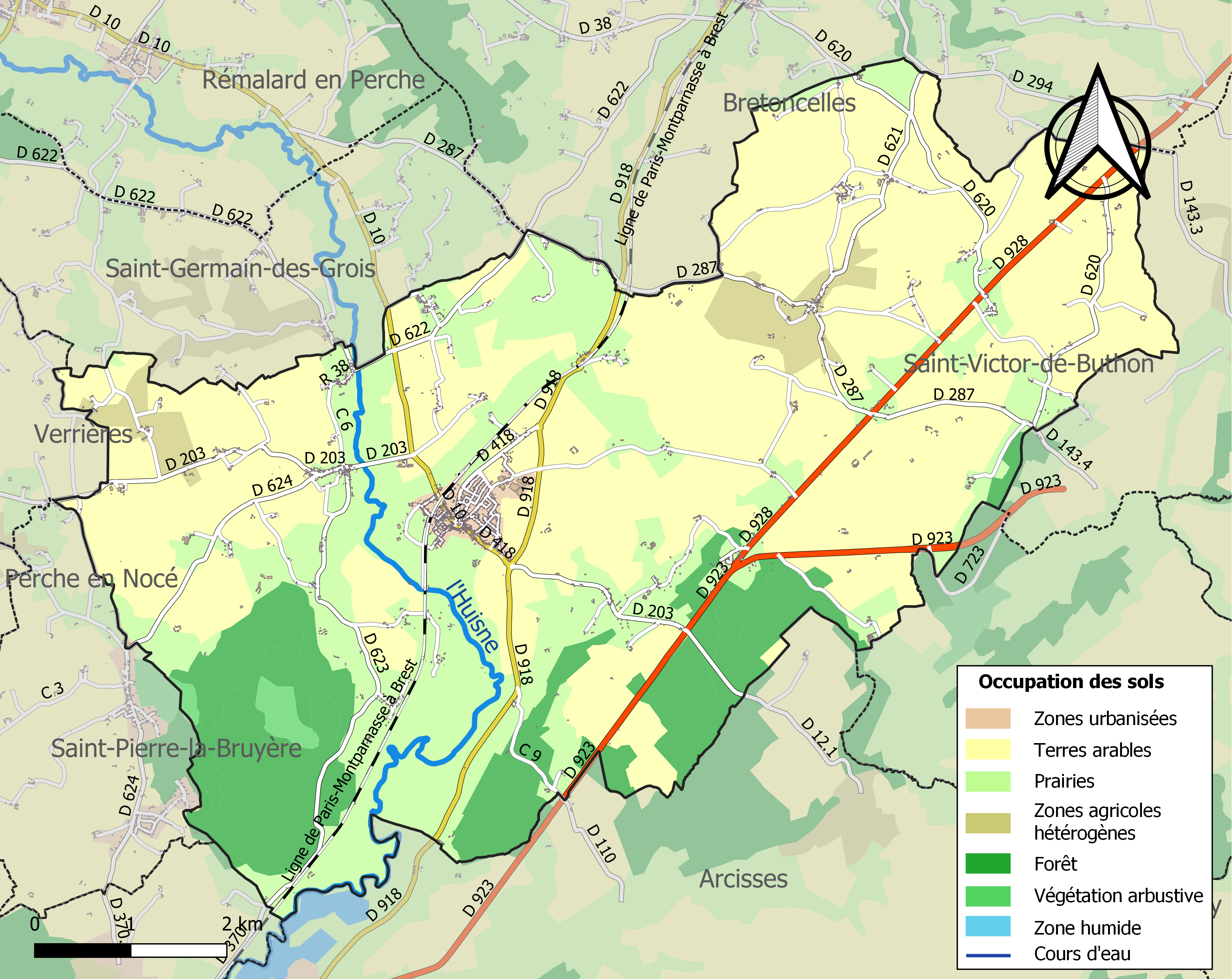
Kaart van de gemeente met belangrijkste infrastructuur, bodemgebruik en omliggende gemeenten

## Verkeer
In de gemeente ligt het spoorwegstation Condé-sur-Huisne.